# Tryggve Norinder
Tryggve Lennart Norinder, född den 28 juni 1911 i Alingsås, död den 21 april 1992 i Västerhaninge församling, var en svensk sjömilitär.
Norinder blev fänrik vid flottan 1932, löjtnant 1936 och kapten 1941. Han befordrades till kommendörkapten av andra graden 1951, av första graden 1955 och till kommendör 1963. Norinder var  chef för marinlinjen vid Militärhögskolan 1961–1963, marin- och flygattaché i Paris 1963–1968 och chef för Berga örlogsskolor 1968–1971. Han invaldes som ledamot i Örlogsmannasällskapet 1952. Norinder blev riddare av Svärdsorden 1951, kommendör av samma orden 1968 och kommendör av första klassen 1971. Han vilar på Skogskyrkogården i Stockholm.